# Přední Zborovice
Přední Zborovice falu és önkormányzat (obec) Csehország Dél-csehországi kerületének Strakonicei járásában. Területe 2,93 km², lakosainak száma 63 (2008. 12. 31). A falu Strakonicétől mintegy 5 km-re délre, České Budějovicétől 51 km-re északnyugatra, és Prágától 104 km-re délre fekszik.
A település első írásos említése 1318-ből származik.

## Népesség
A település népessége az elmúlt években az alábbi módon változott:
| Lakosok száma | 161  | 161  | 162  | 168  | 115  | 92   | 90   | 87   | 94   | 90   |
|               | 1869 | 1900 | 1921 | 1961 | 1980 | 2011 | 2016 | 2019 | 2021 | 2024 |